# Association des Amis de l'Azerbaïdjan
L'Association des amis de l'Azerbaïdjan, est une association créée le 18 mai 1998, qui a officiellement pour but de faire découvrir la culture azerbaïdjanaise en France, et est utilisée à des fins d'influence et de lobbying, notamment via la « diplomatie du caviar ».

## Historique
Bien que cette association ait pour vocation première de faire découvrir l'histoire et la culture de l'Azerbaïdjan, certaines sources l'accusent de faire partie d'une vaste stratégie d'influence et de lobbying, la « diplomatie du caviar »,,,,. Cette association est pour l'essentiel financée par la puissante fondation Heydar-Aliyev dont les locaux sont situés à Bakou, capitale de l'Azerbaïdjan.

Cette stratégie de lobbying est également constatée par le Parlement européen :
T.  considérant que l’Azerbaïdjan a mené des opérations d’influence à grande échelle, impliquant de sérieux soupçons de corruption, à l’encontre de membres de l’Assemblée parlementaire du Conseil de l’Europe; que l’Azerbaïdjan est parvenu à éviter les enquêtes portant sur ses élections et à dissimuler son bilan en matière de droits de l’homme.
Cette association est pleinement soutenue par l'ambassade d'Azerbaïdjan en France  et est présidée par l'ex-député Jérôme Lambert (depuis octobre 2021) lui-même connu pour ses liens étroits avec la dictature azerbaïdjanaise (ce dernier a notamment été invité lors du défilé de la victoire à Bakou le 10 décembre 2020, ce qu'il a lui-même nié). Cette association est également dirigée par Mirvari Fataliyeva.

## Buts et organisation
Cette association est notamment présente sur les lieux et les stands des grandes organisations comme lors de l'organisation du village international de la gastronomie. Avec le soutien de l'ambassade d'Azerbaïdjan en France cette association promouvoit le patrimoine culturel et immatériel de l'Azerbaïdjan. Parralèlement à ces actions, le régime azerbaïdjanais dépense dans de grandes manifestations culturelle (comme les Grands prix de Formules 1), dans le but de promouvoir son image et de cacher au monde son bilan catastrophique en matière de droits de l'homme. 